# Gasny
Gasny este o comună franceză, situată în departamentul Eure, în regiunea Normandia.

## Geografie
Comuna Gasny este situată la 6 km de Giverny, la 10 km de Vernon, la 18 km de Magny-en-Vexin, la 23 km de Mantes-la-Jolie și la 25 km de Les Andelys.

### Comune limitrofe
|                            | Heubécourt-Haricourt Écos (Vexin-sur-Epte) | Fourges (Vexin-sur-Epte)            |
| Bois-Jérôme-Saint-Ouen     |                                            | Bois-Jérôme-Saint-Ouen (Val-d'Oise) |
| Sainte-Geneviève-lès-Gasny | Gommecourt (Yvelines)                      | La Roche-Guyon (Val-d'Oise)         |

### Căi de comunicație și transporturi
Gările cele mai apropiate sunt la Bonnières-sur-Seine (la 9 km) și Vernon, situată la 10 km.

### Clima
În 2010, clima din comuna Gasny era de tip oceanic al câmpiilor din Centru și de Nord, conform unui studiu a CNRS care se baza pe o serie de date care acoperă perioada 1971-2000. În 2020, Météo-France a publicat o tipologie a climei din Franța metropolitană în care comuna este expusă la un climat oceanic și se încadrează în regiunea climatică sud-vestică a bazinului parizian, caracterizată prin precipitații scăzute, în special în primăvară (120 până la 150 mm) și o iarnă rece (3,5 °C).
Pentru perioada 1971-2000, temperatura medie anuală este de 11,1 °C, cu o amplitudine termică anuală de 14,5 °C. Cantitatea medie anuală de precipitații este de 688 mm, cu 11,1 zile de precipitații în ianuarie și 7,9 zile în iulie. Pentru perioada 1991-2020, temperatura medie anuală observată la stația meteorologică situată în comuna Magnanville la 15 km distanță în linie dreaptă, este de 11,6 °C, iar cantitatea medie anuală de precipitații este de 641,5 mm. Pentru viitor, parametrii climatici estimati pentru comună pentru anul 2050, conform diferitelor scenarii de emisii de gaze cu efect de seră, pot fi consultati pe un site dedicat publicat de Météo-France în noiembrie 2022.

## Urbanism

### Tipologie
La 1 ianuarie 2024, Gasny este clasificată drept târg rural, conform noii grile comunale de densitate cu 7 niveluri, definită de INSEE (Institutul Național de Statistică și Studii Economice) în 2022. Aceasta aparține unității urbane Gasny, o aglomerație intra-departamentală al cărei centru urban este. De asemenea, comuna face parte din zona metropolitană a Parisului, fiind o comună din coroana acestei zone. Această zonă cuprinde 1.929 de comune.

### Utilizarea terenului
Utilizarea terenurilor din comună, conform bazei de date europene privind utilizarea biogeofizică a solurilor Corine Land Cover (CLC), se remarcă prin predominanța terenurilor agricole (47,1 % în 2018), o proporție aproximativ echivalentă cu cea din 1990 (46,8 %). Distribuția detaliată în 2018 este următoarea: terenuri arabile (39,6 %), păduri (38,2 %), zone urbanizate (11,3 %), zone agricole heterogene (4,9 %), pajiști (2,6 %), zone industriale sau comerciale și rețele de comunicații (2,1 %), habitate cu vegetație arbustivă și/sau ierboasă (1,2 %). Evoluția ocupării terenurilor din comună și a infrastructurilor sale poate fi observată pe diferitele reprezentări cartografice ale teritoriului: harta Cassini (secolul al XVIII-lea), harta de stat-major (1820-1866) și hărțile sau fotografiile aeriene ale IGN pentru perioada actuală (din 1950 până în prezent).

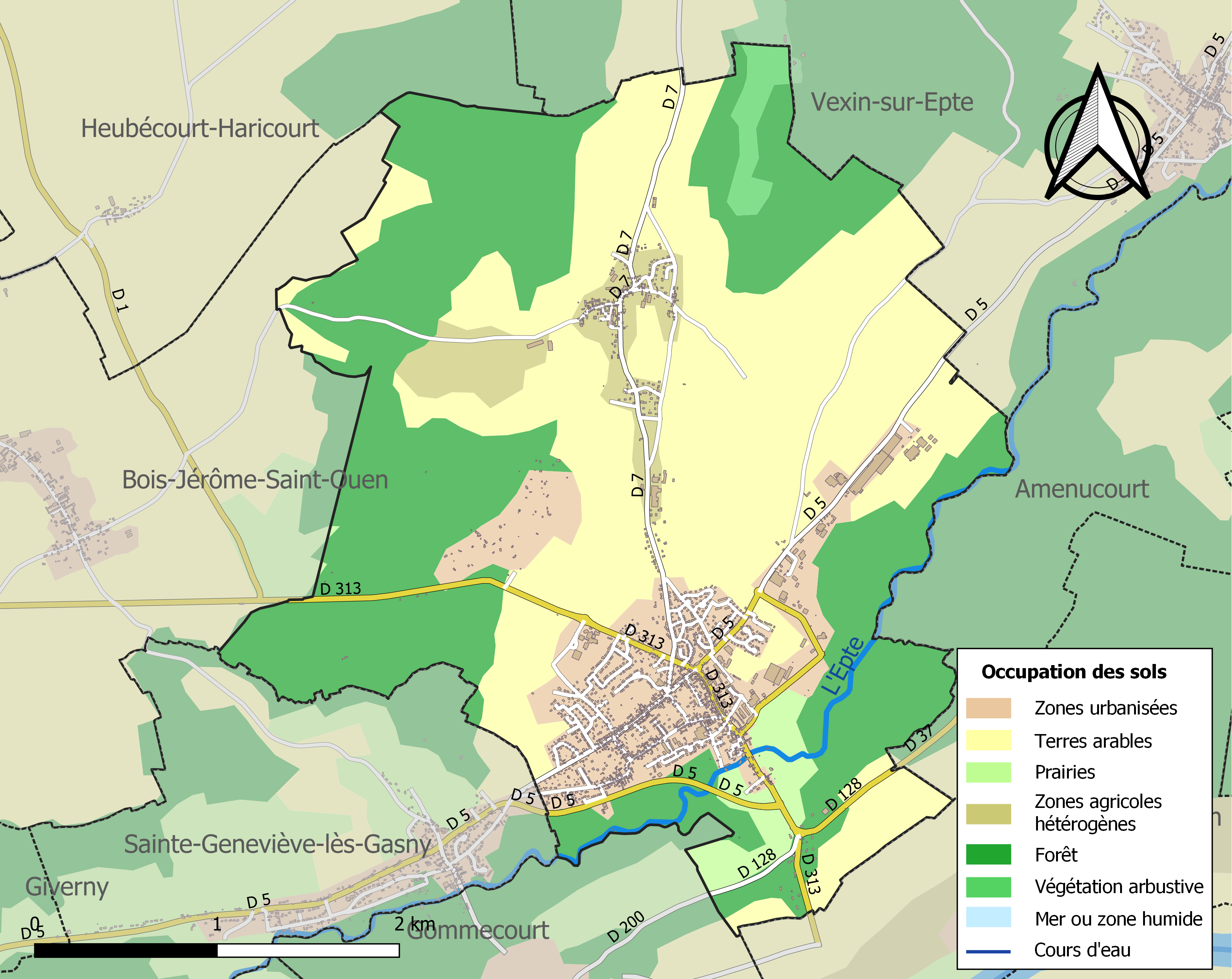
Harta infrastructurii și utilizării terenului a municipiului în 2018 (CLC).

## Toponimie
Satul este atestat sub formele latinizate Wadiniacus (document al lui Carol cel Pleșuv) și Vuadiniacum în anul 872, într-o relatare a lui Riculf, arhiepiscop de Rouen; Wadiniacus în 876; Wadiniacum în jurul anului 1025; Vadum Nigasii în 1118; Vani în 1167; Gaene în 1182 (arhivele din Seine-Inférieure, fondul Saint-Ouen); Gaani în 1190; Gaeneius în 1223 (cartularul baroniilor Saint-Ouen); Gaenium în 1223; S. Martinus de Gaani în 1249; Wandeniacus și Waudeniacus în 1256 (arhivele din Seine-Inférieure); Guaany în 1257; Gaegni în 1258 (cartularul Tezaurului); Gaaniacus în 1274; Wadeniacus în 1275 (cartularul Fécamp); Gaany în 1291 (cartea juraților din Saint-Ouen); Ganiacus în 1312 (document al lui Filip cel Frumos); Gaagny în 1339 (cronica abaților din Saint-Ouen); Gaigny și Gueugny în 1331 (scrisori ale ducelui de Burgundia); L’Île-Gasny în 1561 (arhivele din Seine-Inférieure).
Este vorba despre un tip toponimic galo-roman, WADINIACU, unul dintre numeroasele toponime în -ACU (-acum), format cu numele de persoană germanic Wadinius, derivat din Wado, sau direct cu acesta, asociat sufixului extins -INIACU. Poziționarea satului la sud-est de linia Joret explică de ce [w] a evoluat în [g], ca în limba franceză, și nu în [v], ca în normanda septentrională.
Pronunția [gasni] este eronată, deoarece -s- este pur grafic (nu corespunde etimologiei) și servește, în acest caz, doar pentru a marca închiderea originară a vocalei -a, așa cum se întâmplă în „pâte” (odinioară paste, deși în acest exemplu specific este etimologic). Aceasta se opune teoretic lui „patte”.
Se regăsește un nume de persoană similar în Vagney și Guenay la Jaunay.

## Istorie
Se presupune că Écos a fost, pe 11 octombrie în secolul al III-lea d.Hr., locul martiriului Sfântului Nicaise, al Sfântului Quirin, preot, și al Sfântului Scuvicule, diacon, considerați primii apostoli ai Normandiei.
Când capetele lor au fost tăiate sub securea călăului, Sisinnius Fescennius, guvernatorul roman al provinciei, a ordonat ca trupurile lor să fie lăsate pradă păsărilor răpitoare, câinilor și fiarelor sălbatice, pentru a le servi drept hrană.
S-a descoperit un segment de drum roman care se îndrepta de la sud la nord, traversând râul Epte între Sainte-Geneviève-lès-Gasny și extremitatea pădurii Baquet. Această pădure sau tabără Baquet, prin rămășițele sale de formă pătrată și poziția sa admirabilă, pare să indice existența unei tabere romane din perioada Imperiului Roman.
O tradiție plasează între Fourges și Gasny vechiul oraș galo-roman Toisy.

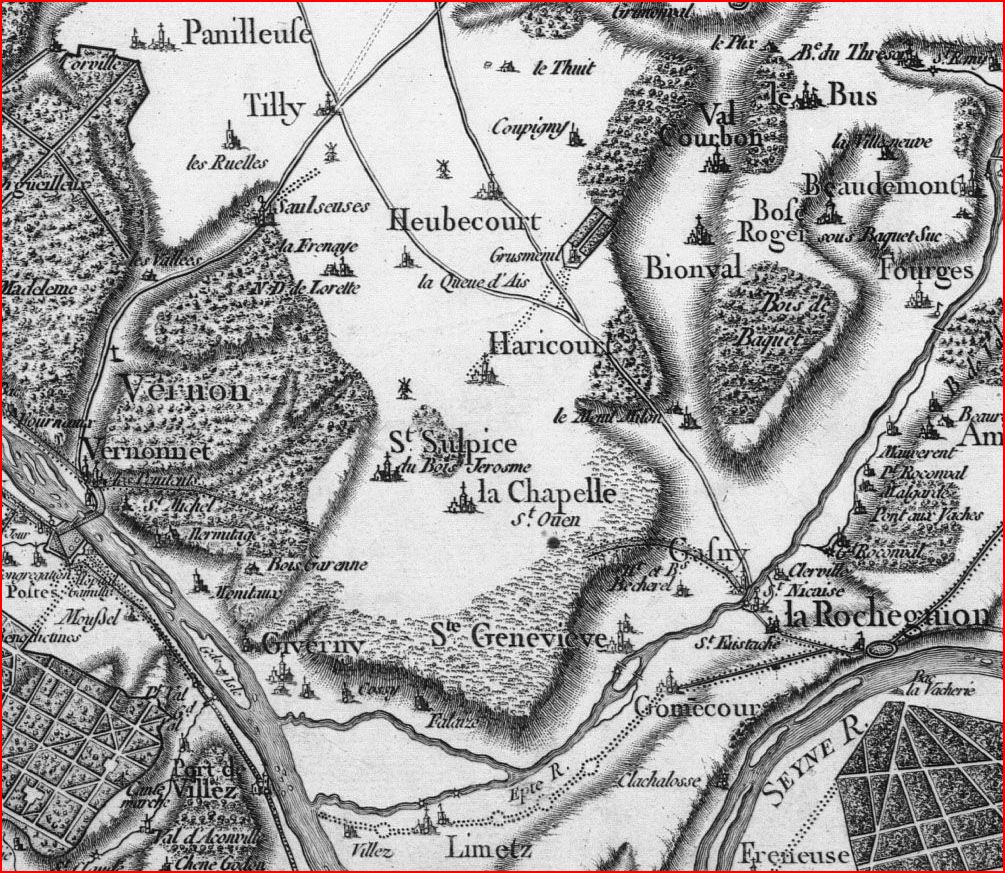
Harta Cassini din 1784

Sfințit încă din primele timpuri ale creștinismului prin prezența rămășițelor prețioase ale martirilor, târgul Gasny nu a văzut adevărata credință pierind în sânul său. În ciuda invaziilor barbare care s-au succedat aproape neîncetat până în secolul al V-lea, creștinii au rămas lângă capela ce adăpostea osemintele sfinților. De îndată ce pacea a fost restabilită în Galia, o biserică creștină a fost ridicată la Gasny, simbolizând sfârșitul epocii păgâne.
În jurul anului 660, marile miracole care se petreceau la oratoriul de pe insula Gasny l-au atras pe arhiepiscopul de Rouen. Acest om de seamă, numit Ouen sau Dadon, care a finalizat organizarea catolicismului în regiune și a împânzit-o cu monumente religioase, a ridicat o mănăstire pe mormântul primului său predecesor. El a chemat acolo călugări din conventul dedicat Sfinților Petru și Pavel din Rouen, cunoscut ulterior sub numele de abația Saint-Ouen. În acel moment, trupurile sfinților au fost scoase din vechiul oratoriu pentru a fi așezate în biserica noului priorat. Sfântul Ouen, prin înființarea unui priorat la Gasny, a pregătit un adăpost pentru aceste relicve prețioase.
La 10 mai 841, vikingii au intrat pe Sena sub conducerea lui Asgeir, iar câteva zile mai târziu, au dat foc orașului Rouen. Atunci, Riculphe, starețul abației Saint-Ouen, a așezat trupul sfântului patron al mănăstirii într-o raclă magnifică și a dispus transferarea acestuia la prioratul pe care călugării îl dețineau la Gasny.
Un document al ducelui Richard al II-lea al Normandiei, în favoarea abației Saint-Ouen din Rouen, menționează printre dependințele prioratului din Gasny, pe lângă biserica și parohia cu același nume, următoarele localități: Coupigny, Fourges, Saint-Rémy cu biserica, Bazincourt, a cincea parte din Bionval cu biserica, Mesnil Milon, Sainte-Geneviève, Giverny, Villez, Limetz și mănăstirea Saint-Hugues.
În anul 1118, în momentul în care Henric I Beauclerc, duce al Normandiei, cucerea castelul Saint-Clair-sur-Epte, Ludovic al VI-lea s-a îndreptat spre Gasny cu un mic grup de oameni. Era un loc destul de sigur pentru apărare, datorită apelor care îl înconjurau din toate părțile, iar biserica era fortificată cu un turn. Ludovic al VI-lea a trimis mai întâi câțiva dintre oamenii săi deghizați în călugări, iar apoi, urmându-le exemplul, a pătruns până în centrul localității, unde s-a instalat.
Ducele Normandiei a sosit în grabă și a poziționat un număr mare de arcași și arbaletieri normanzi pe două înălțimi din apropiere. Acolo au construit două forturi, pe care francezii le numeau în derâdere unul La Bastide Féroce (Bastionul Feroce) și celălalt Le Piège à Canards (Capcana pentru rațe).
Le Mal Assis sau Malassis, aflat astăzi pe teritoriul comunei Sainte-Geneviève-lès-Gasny, a fost atacat și distrus în anul construirii sale de către Ludovic al VI-lea, care i-a alungat pe normanzi. O parte a teritoriului din Sainte-Geneviève păstrează numele de „Piège à Canards” (Capcana pentru rațe). În ceea ce privește Gîte à Lièvres (Adăpostul Iepurilor), acesta s-ar afla la marginea pădurii Bosc Roger, sub denumirea actuală de Butte à l’Anglais (Dealul Englezului).
Ludovic al VII-lea cel Tânăr a incendiat, în anul 1167, fermele prioratului din Gasny pentru a pedepsi o răscoală locală, condusă de Garin Deschamps, care a fost rapid executat la 10 august în același an.
În 1190, un conflict foarte serios s-a iscat între, pe de o parte, starețul abației Saint-Ouen și priorul de la Saint-Nicaise din Gasny, iar pe de altă parte, Guillaume de Givry și copiii săi. Un duel judiciar era iminent. Când părțile au ajuns, în cele din urmă, la un acord, starețul și priorul de la Saint-Nicaise i-au oferit 15 livre pariziene lui Guillaume de Givry și copiilor săi, care, la rândul lor, au renunțat la pretențiile asupra satului.
Philippe Auguste a abolit, în 1221, taxa anuală de 60 de măsuri de vin și trei snopi de morcovi pe care starețul și călugării de la Saint-Ouen i-o datorau pentru teritoriul Gasny. În schimb, aceștia au fost obligați să plătească anual 321,8 soli parizieni regelui sau castelanului său din Gisors, precum și 6 măsuri de vin călugărilor de la Notre-Dame du Pré, care dețineau zeciuiala din respectiva taxă.
Arhiepiscopul de Rouen, Eudes Rigaud, a vizitat prioratul din Gasny de treizeci de ori între 1249 și 1269, iar jurnalul său consemnează aproape întotdeauna aceleași informații. Călugării mâncau carne, nu țineau postul și frecventau bordelul din sat, cu alte cuvinte, nu respectau nicio regulă monastică. În 1259, în priorat se aflau doar trei călugări, pământurile nu erau cultivate, iar clădirile erau în ruină. În anul următor, fratele Roger d’Andely era prior, însă a fost înlocuit în 1265 de Jean de Fontaine-en-Bray. În timpul ultimei vizite efectuate de arhiepiscop în 1269, prior era Jean de Beauvais.
În 1270, Jean du Bois, Pierre des Essarts, Vaudevyre le Roux și mai mulți seniori din vecinătate au invadat prioratul din Gasny. Aceștia i-au amenințat cu moartea, i-au insultat și i-au bătut pe călugări, violând totodată călugărițele din prioratul învecinat. În urma plângerilor depuse de victime, atacatorii au fost condamnați să plătească o amendă către rege sau abația Saint-Ouen, iar complicii lor au fost trimiși la închisoare.
În 1273, Jean de Fontaines, fost prior al Gasny, a fost numit stareț al abației Saint-Ouen. Câțiva ani mai târziu, Guy de la Roche-Guyon a confirmat, prin aplicarea sigiliului său, vânzarea făcută călugărilor de la Saint-Ouen de către Guillot Oinville a unui drept de trecere pe care acesta îl deținea pe insula Gasny. Prioratul avea statut de baronie și drept de jurisdicție în Franța. Partea din Gasny situată pe insulă depindea de Parlamentul din Paris, iar restul, aflat pe malul drept al râului Epte, de Parlamentul din Normandia.
Cartea juraților de la Saint-Ouen, întocmită în 1291, conține o listă a proprietăților abației Saint-Ouen din Gasny. Baronia Gasny datora regelui, în moșia sa din Vernon, o haină de blană și o cizmă asemenea celor pe care le avea mănăstirea, în valoare de 50 de soli parizieni. Baronia era alcătuită din prioratul Saint-Nicaise și din feudele Palefroy, Bionval, Fourges, Sainte-Geneviève, La Chapelle-Saint-Ouen și Giverny. Renaud de Lisieux, pivnicerul abației Saint-Ouen, era priorul din Gasny. El a fost înlocuit în 1362 de Dom Jean du Neubourg.
În cursul secolului al XIV-lea, călugării de la Saint-Ouen recoltau anual, în medie, 40 de litri de vin de pe domeniul lor din Gasny.
Datată din 1480, există o ordonanță emisă de Claude Le Boucher, executorul judecătoresc cu drept de înaltă judecată din Gasny l’Île, referitoare la organizarea și regulamentul târgului.
În 1491, Roger Nouvel a fost priorul mănăstirii din Gasny-l'Île.
În 1561, Pierre Sebastery, doctor în drept, a fost prior și senior al Gasny-l'Île. Aproximativ în anul 1600, Étienne Bernard, cavaler al Ordinului Notre-Dame du Mont-Carmel și prior commendatar, a fost senior spiritual și temporal al Gasny. El a prezentat regelui o declarație a bunurilor prieuratului său.
În 1634, Gilles Thouroude era prior al mănăstirii Saint-Nicaise din Gasny. L-a succedat Dominique Thouroude, calificat drept senior și prior al Saint-Nicaise din Gasny l'Île. Conacul din Gasny a fost dat în arendă în 1671 de către nobilul și distinsul domn Jacques Lalloyer, senior și prior spiritual și temporal al prieuratului Gasny l'Île. O anchetă realizată în 1678 a dezvăluit că, de foarte mult timp, prieuratul din Gasny era abandonat: nu se mai ținea decât o singură liturghie pe săptămână. Din cauza neglijenței priorului, drumul de la Saint-Nicaise la La Roche-Guyon era în ruină.
În 1687, preotul paroh, răspunzând la chestionarul Monseniorului Colbert, se plânge de anumite seri sau adunări nocturne ale femeilor și fetelor, inițial organizate sub pretextul torsului. Acestea, continuând până târziu în noapte și fiind frecventate de băieții din sat, ajunseseră, din cauza libertinajului care domnea acolo, să fie supranumite „biroul diavolului”. „Domnii predicatori”, spune preotul, „și-au pierdut toate cuvintele acolo.”
În același an, Dom Jean Bertel a renunțat la prieuratul său din Gasny, pe care l-a cedat arhiepiscopului de Rouen pentru a fi unit cu colegiul iezuiților, lucru care s-a realizat la 24 martie 1691. Ca urmare a suprimării ordinului iezuiților, veniturile din Gasny au fost atribuite, printr-o hotărâre a parlamentului, Biroului Economatelor, iar ulterior, în 1761, au fost transferate Colegiului din Rouen.
În 1789, Pierre-Nicolas Boucherot, preotul paroh din Gasny, a adresat o petiție administrației Colegiului din Rouen. El cerea ca biserica prieuratului să fie reparată sau desființată, din respect pentru cultul divin. „Ea a devenit exact”, spune petiția, „un porumbar din care porumbeii nu pleacă nici zi, nici noapte, astfel încât pardoseala, până la altar, este acoperită de excrementele lor.”
Biserica primitivă din Gasny, construită încă din epoca merovingiană, a fost distrusă în timpul expediției lui Vaudevire le Roux. Călugării de la Saint-Ouen, apelând la arhitectul renumit, deși surd, Pierre Descoings, au reconstruit-o la începutul secolului al XIII-lea. Se mai pot observa și astăzi câteva vestigii ale acestei a doua construcții în actuala biserică, ridicată în jurul anului 1480 (cor și transept). O confrerie a Sfântului Roch, destinată sprijinirii bolnavilor, a fost înființată la Gasny în 1658.

## Populația și societatea

### Date demografice
Evoluția numărului de locuitori este cunoscută prin recensămintele populației efectuate în comuna respectivă începând din 1793. Pentru comunele cu mai puțin de 10 000 de locuitori, un recensământ al întregii populații este realizat la fiecare cinci ani, populațiile legale pentru anii intermediari fiind estimate prin interpolare sau extrapolare.
În 2021, comuna număra 3072 locuitori, în scădere cu −0,23 % față de 2015 (Eure: +6,17 %, Franța fără Mayotte: +1,84%).
| An        | 1793 | 1821 | 1841 | 1856 | 1876 | 1886 | 1901 | 1921 | 1936 | 1962 | 1982 | 2006 | 2014 | 2021 |
| --------- | ---- | ---- | ---- | ---- | ---- | ---- | ---- | ---- | ---- | ---- | ---- | ---- | ---- | ---- |
| Populație | 990  | 1091 | 1186 | 1040 | 830  | 822  | 904  | 877  | 930  | 1327 | 2638 | 2860 | 3094 | 3072 |

## Cultură locală și patrimoniu

### Locuri și monumente

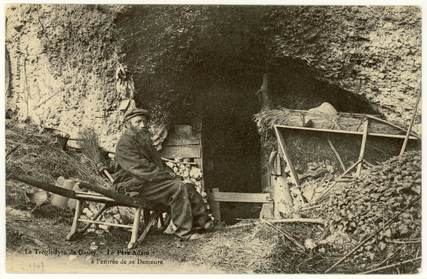
Peștera părintelui Adam.

- Biserica Saint-Martin[33][34]. Nava a fost reconstruită în 1898 de către arhitectul Henri Jacquelin.
- Prioratul benedictin Saint-Nicaise, monument istoric (1991)[35][36], datând din secolul al XII-lea.
- Prioratul: Se afla între râul Epte și intersecția Saint-Eustache, în direcția La Roche-Guyon. Clădirile au fost complet distruse. Unele vestigii, obiecte de cult și morminte au fost descoperite pe fostul teren al domnului Marcel Cressy.
- Toisy: Veche așezare galo-romană, ale cărei vestigii au fost scoase la lumină în secolul al XVIII-lea. Locuitorii zonei se ocupau cu prelucrarea pietrei, pe care o găseau din abundență în regiunea numită Triège des Bruyères. Un număr mare de pietre fasonate a fost adunat de domnul Marcel Cressy. Aceasta este o colecție magnifică, mărturie a unei îndelungate tradiții locale, de o valoare inestimabilă, pe care a donat-o comunei în 1970.
- La Vausonnière: Loc care a fost exploatat timp îndelungat pentru construcții.
- Argila (vason) sau noroiul din această zonă are proprietatea de a se întări după uscare, iar pietrele caselor vechi sunt unite doar cu această substanță.
- Cuptorul de var din Champs: Exploatarea acestui cuptor datează de câteva secole și a încetat la puțin timp după războiul din 1870.
- Chemin de Paris: Continuând drumul de la Paris dincolo de Saint-Eustache, spre stânga, un simplu drum de pământ traversează în diagonală dealul spre dreapta, pentru a se alătura drumului crestelor (denumit odinioară „drumul culmilor”) în direcția Chérence. Acest drum, numit „Chemin de Paris”, era folosit de călătorii călare sau pe jos care mergeau spre Paris. De remarcat că vechii localnici, care mergeau să lucreze pe câmpurile situate dincolo de râul Epte, obișnuiau să spună că „se duc să cosească în Franța”.

### Personalități
- Pierre Dumont (1884-1936) a locuit acolo.
- Jacques Demy a filmat câteva scene din Piele de măgar acolo, în 1970.
- Robert Lamoureux a filmat în 1973 câteva scene din A fost regăsită compania a 7-a! la Moulin des Prés, pe malul râului Epte, unde a construit un pod pentru o scenă în care acesta este aruncat în aer. Structura reală care a servit drept model este podul din Bray-et-Lû (Val-d'Oise), care traversează râul Epte.

## Înfrățiri
- Anglia – Castle Donington - din 1983